# Trần Văn Sơn
Trần Văn Sơn – wietnamski zapaśnik walczący w stylu wolnym. Zajął siódme miejsce na mistrzostwach Azji w 2000. Złoty medalista igrzysk Azji Południowo-Wschodniej w 2003. Mistrz Azji Południowo-Wschodniej w 1999 roku.